# Schola Cantorum Sant'Andrea
La Schola Cantorum Sant'Andrea è un coro polifonico misto fondato nel 1984 e diretto dal maestro e organista Tarcisio Dal Zotto. Il gruppo è nato e ha sede nell'omonima chiesa parrocchiale di Venegazzù, frazione di Volpago del Montello, in provincia di Treviso.

## L'attività
Il Gruppo è composto da oltre quaranta elementi e si presenta in diverse formazioni:
- Coro polifonico: specializzato in polifonia sacra contemporanea e romantica, esegue autori come Javier Busto, Piero Caraba, Manolo Da Rold, Marco Crestani, Gianmartino Durighello, Orlando Dipiazza
- Coro da camera: specializzato nel repertorio di polifonia sacra rinascimentale e barocca di scuola veneta con autori come Andrea Gabrieli, Antonio Lotti, Giovanni Nasco
- Quintetto madrigalistico Il diletto moderno: specializzato in musica rinascimentale profana, con numerose partiture di Adriano Banchieri[6]
- Trio solistico: specializzato in repertorio sacro rinascimentale e antico.

Già tra gli anni 1989 e 1999, il coro si è esibito in Italia e all'estero e ha  conseguito numerosi prestigiosi piazzamenti a concorsi corali nazionali ed internazionali.
Intensa anche l'attività con l'orchestra: tra le più recenti esecuzioni si ricordano Vesperae solemnes de confessore, la Messa dell'incoronazione e il Requiem di Wolfgang Amadeus Mozart, il Gloria RV 588 di Antonio Vivaldi, lo Stabat Mater e il Requiem di Andrea Luca Luchesi.